# Iele

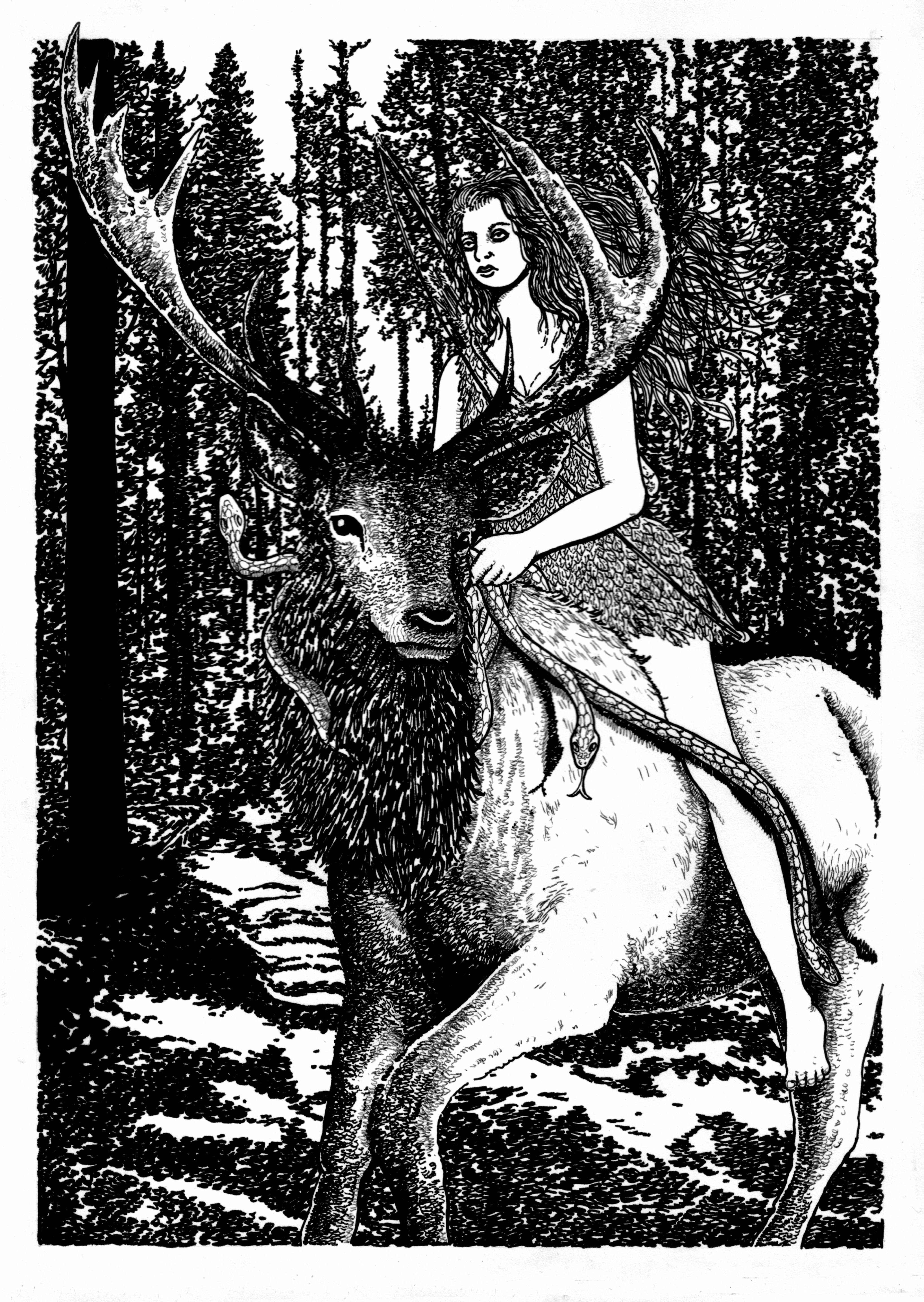
Ielele sunt similare cu făpturile Samodiva din mitologia bulgărească

Ielele sunt făpturi feminine supranaturale din mitologia românească, răspândite în superstiții, cărora nu li se poate stabili însă un profil precis, din cauza inconsecvenței folclorului; totuși, forma mitologică preferată este a unor fecioare zănatice, cu mare forță de seducție și cu puteri magice, cumulând atributele nimfelor, naiadelor, driadelor, întrucâtva și ale sirenelor. Sunt similare cu făpturile samodiva din mitologia bulgărească.

## Locul și chipul revelărilor
Se crede că ielele apar mai ales noaptea la lumina lunii, în hore, în locuri retrase (poieni, silvestre, iazuri, pâlcuri de conifere, maluri de râuri, răscruci, vetre părăsite sau chiar în văzduh), dansând goale, mai rar cu veștmânt de zale, sau înfășurate în văluri transparente și cu clopoței la picioare; fostul lor ring de dans rămâne ars ca de foc. Uneori doar cu trup aparent, alteori sunt doar năluci imateriale, cu aspect iluzoriu de femei vesele.
Numărul în care Ielele își fac apariția e de multe ori nelimitat, sau redus la 7, uneori chiar 3, în ultimul caz (Oltenia) legendele le consideră  fiicele lui Alexandru Macedon și numindu-le: Catarina, Zalina și Marina.
Locuiesc în cete, în aer, pe stânci singuratice sau în munți, prin păduri sau anumiți copaci ca paltinul și nucul (preferați și pentru horele lor), rareori la răspântii.

## Natura lor
De obicei, nu sunt socotite genii rele: se răzbună doar când sunt stârnite, ofensate, sau văzute în timpul dansului, iar atunci pedepsesc pe culpabil pocindu-l, după ce l-au adormit cu cântecul și cu vârtejul horei jucate în jurul acestuia de 3 ori. În această ipostază, au similitudini cu fecioarele Erinyes din mitologia greacă. Unele descântece le portretizează astfel:
„
Voi Ielelor
Măiestrelor
dușmane oamenilor
stăpânele vântului
doamnele pământului
că prin văzduh zburați
pe iarbă lunecați
și pe valuri călcați
vă duceți în locuri depărtate
în baltă, trestie, pustietate
unde popă nu toacă
unde fată nu joacă.
Vă duceți în gura vântului
să vă loviți de toarta pământului.”
Adesea „Ielele beau apă de prin fântâni și oricine va bea după dânsele, vor muri”.
După caracteristicile globale mai frecvente, Ielele sunt nemuritoare, frumoase, acorporale, voluptoase și seducătoare, excelente dansatoare și cântărețe corale; își poartă despletit părul lung și se îmbracă în veșminte vaporoase de mătase ori in, de obicei translucide sau chiar străvezii; invizibile ziua, pot fi văzute noaptea, cu mari riscuri pentru observator; deși adesea cu aripi, pot zbura și prin levitație, cu viteze teribile (într-o noapte, nouă mări și nouă țări), dar alteori călătoresc în trăsură cu cai de foc.
Nu se poate stabili totuși o tipologie fermă, ea fiind variabilă de la o zonă folclorică la alta; astfel, Dimitrie Cantemir le numea cu unul dintre epitete, Frumoasele, simplificându-le funcția mitologică la domeniul erotic și considerându-le deci niște „Nimfe ale aerului, îndrăgostite cel mai des de tinerii frumoși”.

## Nume. Etimologie
Mitul Ielelor este de origine incertă. Etimologiile speculate de mulți folcloriști sunt oarecum fanteziste, întrucât Iele nu este un nume, ci un substantiv având pronunția fonetică apropiată de cea a pronumelui personal, la persoana a treia, plural, feminin ele (sinonim în alte regiuni cu Dânsele); numele lor, real tainic și inaccesibil, este înlocuit cu simboluri atributive clasificate, de obicei, în 2 categorii:
- epitete imparțiale: Iele, Dânsele, Drăgaice, Vâlve (Vâlva Băii, Vâlva Pădurii etc), Irodițe, Rusalii, Nagode, Vântoase;
- epitete flatante sau măgulitoare: Domnițe, Măiestre, Frumoase, Împărătesele Văzduhului, Fetele Codrului (câmpului), Șoimane, Mușate, Miluite, Albe.

Evitând cunoașterea numelui categorial, de tagmă, al Ielelor, folclorul înregistrează totuși unele nume individuale:Adela,Ana, Bugiana, Dumernica,Dragaia, Foiofia, Lacrimioara,Lacargia, Lemnica, Liodiana,Liana, Magdalina, Oprișana,Oana, Ogrișteana, Păscuța, Roșia, Rudeana, Ruja, Ruxanda, Simioana, Sandălina, Tiranda, Todosia, Trandafira.